# Velika Kneževina Ruska
Velika Kneževina Ruska (ukr. Велике князівство Руське, eng. Grand Duchy of Ruthenia) je naziv kratkotrajne ukrajinske države formirane u sklopu federativne zajednice s Poljskom i Litvom 16. rujna 1658. godine kada je potpisan Hadjački sporazum. Obuhvaćala je većinu područja današnje Ukrajine. Velika Kneževina Ruska je formirana od strane zaporoških kozaka i općenito kozaka s desne obale Dnjepra, nedugo nakon ustanka protiv Poljske i smrti hetmana Bogdana Hmeljnickog, te neuspjelog dogovora između ukrajinskih i ruskih političkih predstavnika tog vremena. 
U istom razdoblju je već (od 1649. god.) bila formirana Zaporoška Republika koja se našla pred političkim rascjepom i dvije ukrajinske političke struje, gdje su ukrajinski ljivoberežni (oni koji su živjeli s lijeve strane, tj. istočno od rijeke Dnjepar) kozaci podržavali autonomiju u sklopu budućeg Ruskog Carstva, dok su ukrajinski pravoberežni (oni s područja desno, tj. zapadno od Dnjepra) kozaci podržavali federativnu uniju s Poljskom i Litvom u sklopu koje će također imati autonomiju. Vrhovnog vojnog i političkog poglavara na vrhuncu moći je obnašao hetman Ivan Vihovskij koji je ujedno zaslužan za pobjedu u Konotopskoj bitci 26. lipnja 1659. godine.
Velika Kneževina Ruska je prestajala postojati u srpnju 1659., nakon što je ukrajinski hetman Jurij Hmeljnicki otkazao sporazum s Poljskom i Litvom, i nakon što je vlast iz Moskve ponudila bolje uvjete vezane za autonomiju Zaporoške Republike - tj. jugoistočnog dijela Velike Kneževine Ruske. Bez obzira na uvjete dogovorene između ukrajnskih i ruskih političara, Ukrajinci koji su se našli pod vrhovnom vlašću Moskve postepeno gube sve oblike autonomije. 
Godine 1667. je potpisan Andrusovski sporazum kojim je - nakon opetovanog i dugotrajnog ratovanja -  Poljsko-Litavska Unija uz Zaporožje ustupila Carskoj Rusiji i preostalo područje Ukrajine (tj. bivše Velike Kneževine Ruske) istočno od Dnjepra, uključujući Kijev, otvarajući 20-godišnje razdoblje ukrajinske političke povijesti nazvano "propast" (ukrajinski: Руїна, latinizirano: Ruyína), označeno teškim međusobnim neslaganjima među Ukrajincima, koja su naposljetku omogućili da Moskva preuzme kontrolu nad većinom Ukrajine i uzme jaku ulogu u poslovima Poljsko-Litavske Unije (postigavši između ostalog da Ruska pravoslavna Crkva pod odlučnim uplivom carskog dvora u Moskvi bude mjerodavnu za pravoslavno stanovništvo u Uniji), čineći tu državu - u čijem je okrilju ostao dio Ukrajine zapadno od Dnjepra - sve slabijom.

## Vanjske poveznice
- Великим Князівством Руським Україна побула півроку (ukr.)  Arhivirana inačica izvorne stranice od 21. kolovoza 2016. (Wayback Machine)
- Treaty of Hadiach; An agreement with Poland (eng.)
- ВЕЛИКЕ КНЯЗІВСТВО РУСЬКЕ (ukr.)